# Mont-Saint-Martin (Meurthe-et-Moselle)
Mont-Saint-Martin (luxemburgisch: Mäertesbierg; deutsch Martinsberg) ist eine französische Gemeinde mit 9282 Einwohnern (Stand 1. Januar 2022) im Département Meurthe-et-Moselle in der Region Grand Est (bis 2015 Lothringen). Sie gehört zum Arrondissement Val-de-Briey und ist Mitglied im Gemeindeverband Grand Longwy Agglomération. Die Bewohner werden Saint-Martinois und Saint-Martinoises genannt.

## Geografie
Mont-Saint-Martin ist die nördlichste Gemeinde im Département Meurthe-et-Moselle. Sie liegt am Dreiländereck Luxemburg-Belgien-Frankreich auf einer Höhe zwischen 160 m und 298 m über dem Meeresspiegel. Das Gemeindegebiet umfasst 8,80 km².
Zu Mont-Saint-Martin gehört der Ortsteil Piedmont.
Nachbargemeinden sind Aubange (Belgien) im Westen und Norden, Petingen (Luxemburg) im Osten, Longlaville im Südosten, Longwy im Süden sowie Cosnes-et-Romain im Südwesten.

## Geschichte
Früheste Spuren einer Besiedlung lassen sich bis in das dritte Jahrhundert zurückverfolgen. Der Ort entstand an der Kreuzung von römischen Straßen, welche die Lager von Titelberg und Virton miteinander verbanden. Seit dem sechsten Jahrhundert gab es im Ort eine Kirche.
Von 1793 bis 1973 gehörte der Ort zum Kanton Longwy.

### Bevölkerungsentwicklung
Die Bevölkerungsentwicklung ist seit dem Ende des 18. Jahrhunderts nachgewiesen. 1793 lebten in Mont-Saint-Martin nur 230 Einwohner. 1872 überstieg die Einwohnerzahl erstmals die Grenze von 1.000 Einwohnern. Bereits 1896 waren es über 2.400 Einwohner im Ort. Die Bevölkerungszahl stieg auf über 6.100 Einwohner im Jahr 1931, um danach bis 1946 auf unter 4.300 zu fallen. Die höchste bisher erreichte Einwohnerzahl betrug 1975 11.556.
| Jahr      | 1962 | 1968   | 1975   | 1982   | 1990 | 1999 | 2007 | 2019 |
| Einwohner | 7034 | 10.035 | 11.556 | 10.419 | 8660 | 8241 | 8078 | 8994 |

## Sehenswürdigkeiten
- Pfarrkirche Notre-Dame-de-l’Assomption, errichtet 1959
- Pfarrkirche Saint-Barthélemy, erbaut 1929
- Ehemalige Prioratskirche Saint-Martin mit Ursprüngen aus dem 12. Jahrhundert, seit 1889 als Monument historique klassifiziert

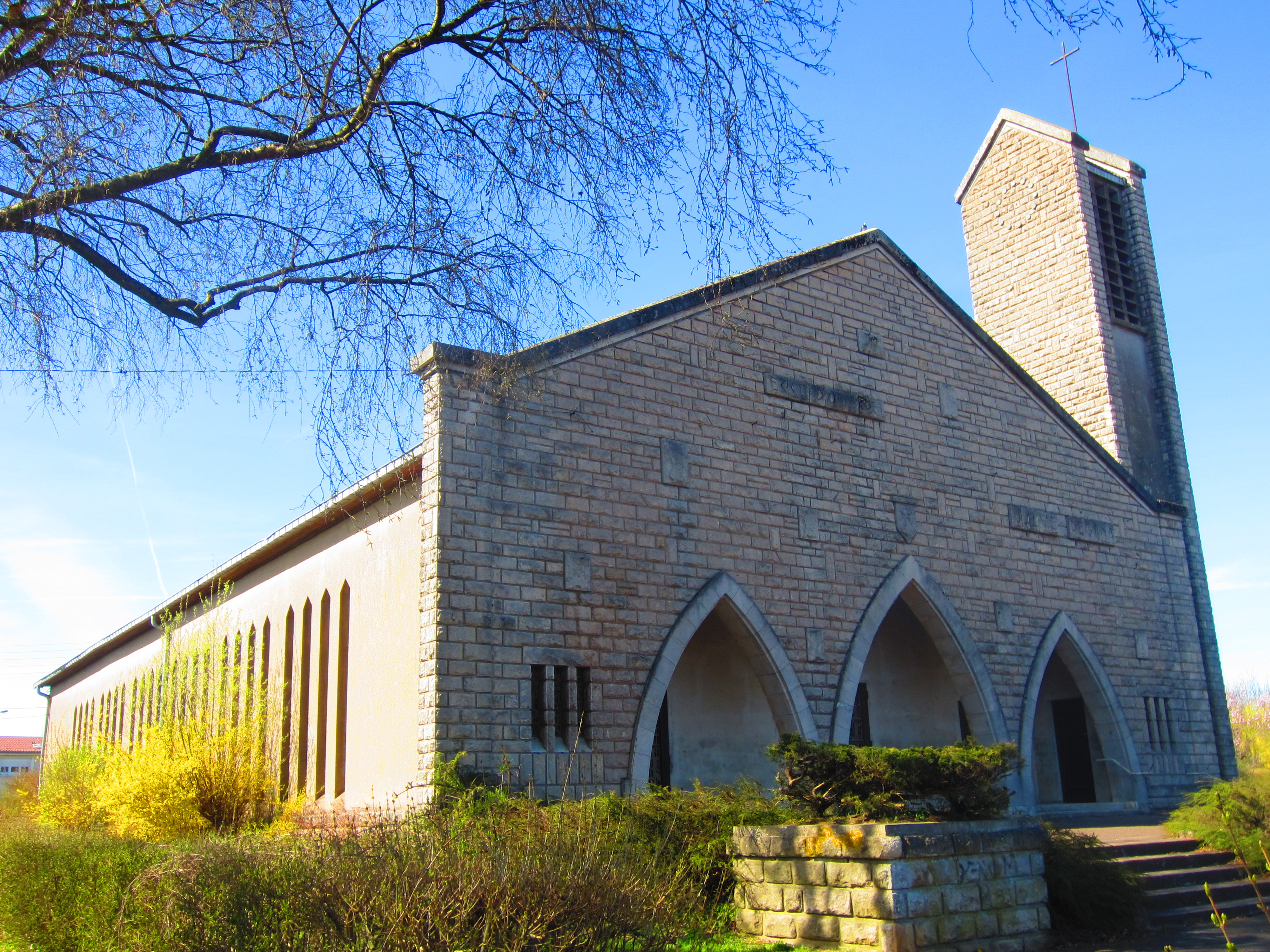
Pfarrkirche Notre-Dame-de-l’Assomption
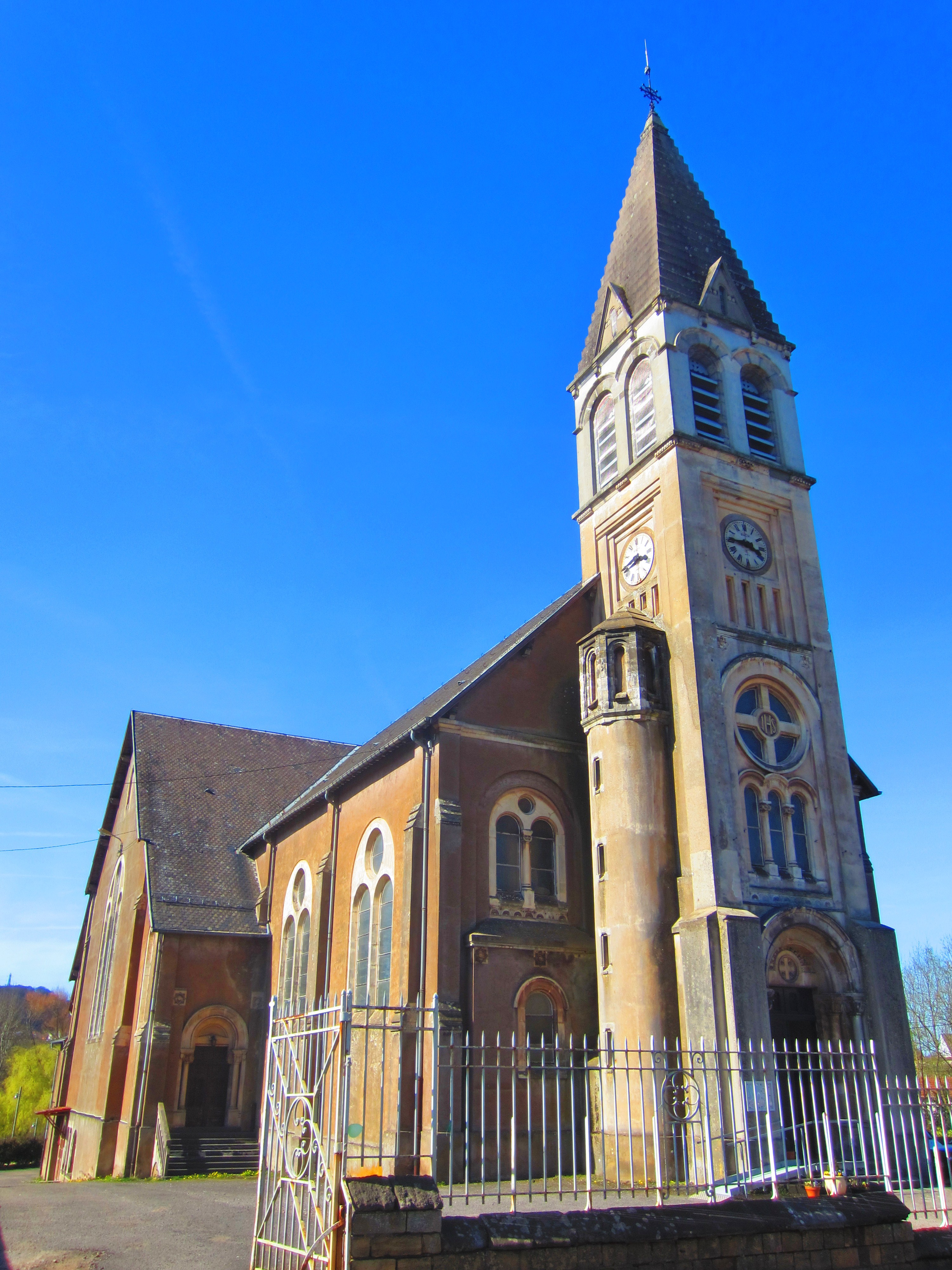
Pfarrkirche Saint-Barthélemy
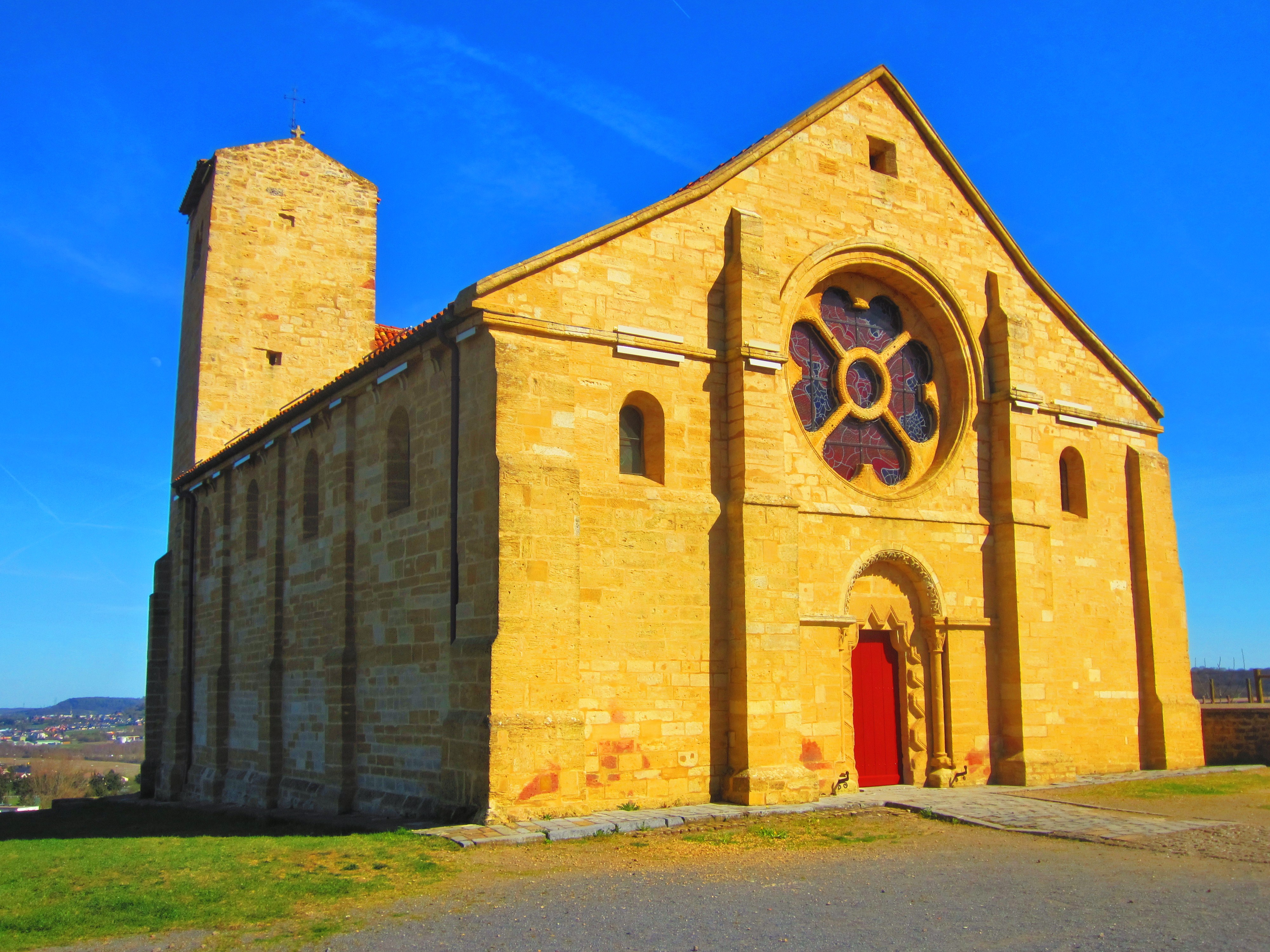
Prioratskirche Saint-Martin
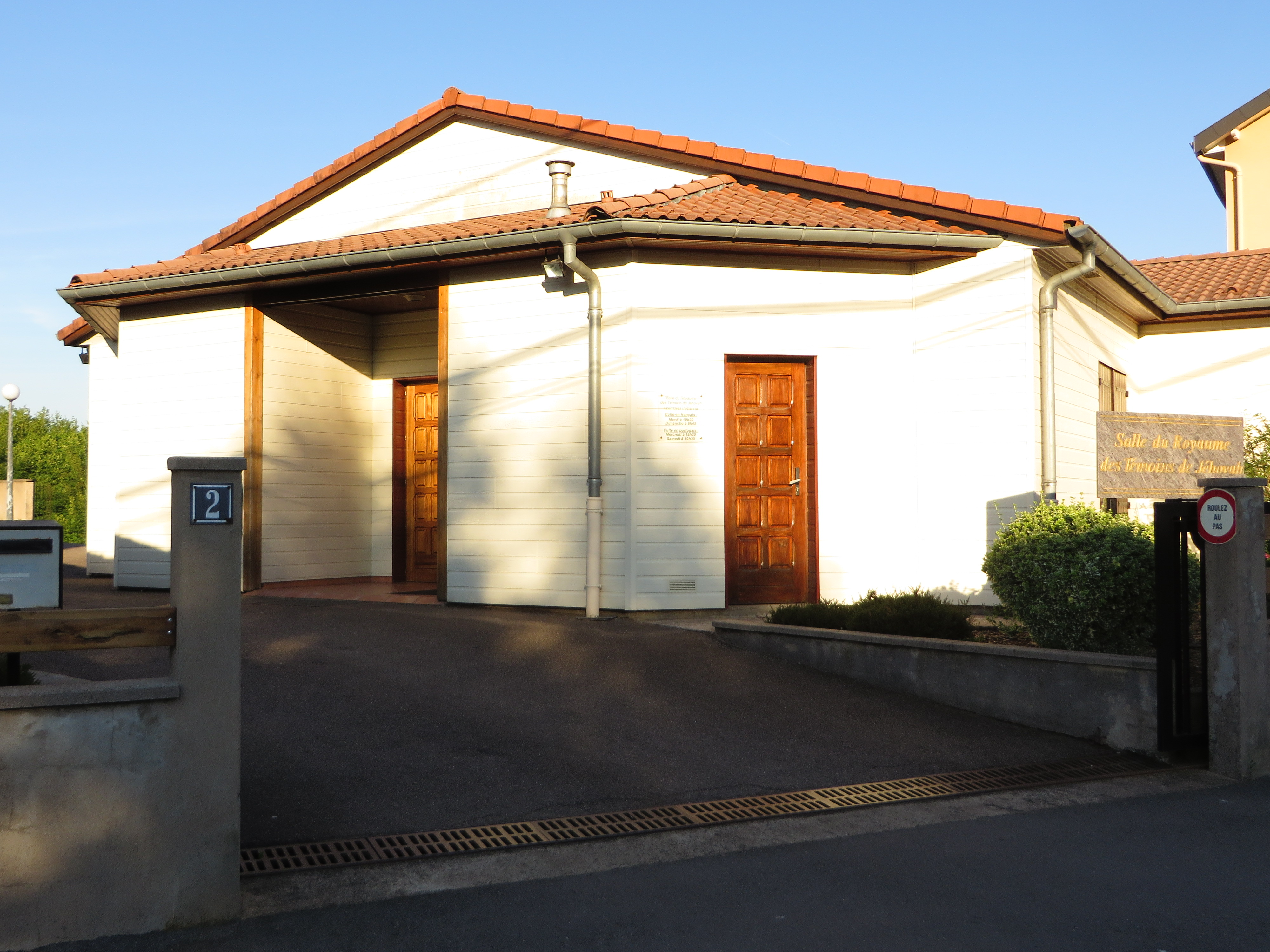
Kongresssaal der Zeugen Jehovas

## Persönlichkeiten
- Steven Da Costa (* 1997), französischer Karateka, geboren in Mont-Saint-Martin
- Sarah Bouktit (* 2002), französische Handballspielerin, geboren in Mont-Saint-Martin